# العلاقات الزامبية السنغافورية
العلاقات الزامبية السنغافورية هي العلاقات الثنائية التي تجمع بين زامبيا وسنغافورة.

## مقارنة بين البلدين
هذه مقارنة عامة ومرجعية للدولتين:
| وجه المقارنة                                              | زامبيا                         | سنغافورة                                                             |
| --------------------------------------------------------- | ------------------------------ | -------------------------------------------------------------------- |
| المساحة (كم2)                                             | 752.62 ألف                     | 719                                                                  |
| عدد السكان (نسمة)                                         | 17.09 مليون                    | 5.89 مليون                                                           |
| الكثافة السكانية (ن./كم²)                                 | 22.71                          | 819.19 ألف                                                           |
| العاصمة                                                   | لوساكا                         | سنغافورة                                                             |
| اللغة الرسمية                                             | لغة إنجليزية                   | لغة إنجليزية، اللغة الملايو، اللغة الصينية القياسية، اللغة التاميلية |
| العملة                                                    | كواشا زامبي، كواشا زامبي قديم ‏ | دولار سنغافوري                                                       |
| الناتج المحلي الإجمالي (بليون دولار)                      | 25.81 مليار                    | 323.91 مليار                                                         |
| الناتج المحلي الإجمالي (تعادل القوة الشرائية) بليون دولار | 62.18 مليار                    | 472.59 مليار                                                         |
| الناتج المحلي الإجمالي الاسمي للفرد دولار أمريكي          | 1.30 ألف                       | 52.89 ألف                                                            |
| الناتج المحلي الإجمالي للفرد دولار أمريكي                 | 3.90 ألف                       | 82.76 ألف                                                            |
| مؤشر التنمية البشرية                                      | 0.586                          | 0.925                                                                |
| رمز المكالمات الدولي                                      | +260                           | +65                                                                  |
| رمز الإنترنت                                              | .zm                            | .sg                                                                  |
| المنطقة الزمنية                                           | ت ع م+02:00                    | ت ع م+08:00، توقيت سنغافورة المنسق ‏                                  |

## منظمات دولية مشتركة
يشترك البلدان في عضوية مجموعة من المنظمات الدولية، منها:
| علم المنظمة | اسم المنظمة                               | تاريخ انضمام زامبيا | تاريخ انضمام سنغافورة |
| ----------- | ----------------------------------------- | ------------------- | --------------------- |
|             | الاتحاد البريدي العالمي                   | ?                   | ?                     |
|             | يونسكو                                    | 9 نوفمبر 1964       | 8 أكتوبر 2007         |
|             | البنك الدولي للإنشاء والتعمير             | 23 سبتمبر 1965      | 3 أغسطس 1966          |
|             | منظمة التجارة العالمية                    | ?                   | ?                     |
|             | وكالة ضمان الاستثمار متعدد الأطراف        | 6 يونيو 1988        | 24 فبراير 1998        |
|             | دول الكومنولث                             | ?                   | ?                     |
|             | الاتحاد الدولي للاتصالات                  | 23 أغسطس 1965       | 22 أكتوبر 1965        |
|             | منظمة الشرطة الجنائية الدولية             | ?                   | ?                     |
|             | مؤسسة التمويل الدولية                     | 23 سبتمبر 1965      | 4 سبتمبر 1968         |
|             | الأمم المتحدة                             | 1 ديسمبر 1964       | 21 سبتمبر 1965        |
|             | مؤسسة التنمية الدولية                     | 23 سبتمبر 1965      | 27 سبتمبر 2002        |
|             | منظمة حظر الأسلحة الكيميائية              | ?                   | ?                     |
|             | المركز الدولي لتسوية المنازعات الاستشارية | 17 يوليو 1970       | 13 نوفمبر 1968        |

## وصلات خارجية
- موقع وزارة الخارجية السنغافورية